# Červené barety
Červené barety (v anglickém originále Red Cap) je britský televizní seriál natočený společností Stormy Pictures pro BBC a vysílaný na kanálu BBC One. V České republice vysíláno na stanici ČT 1. Dvěma sériím, každá po šesti epizodách, předcházel pilotní díl. Jeho příběh se točí okolo vyšetřování (a osobních vztazích) SIB, Zvláštní vyšetřovací jednotky Britské armády se základnou v Německu. Zdánlivě hlavní postavou je seržant Jo McDonagh (Tamzin Outhwaite) přezdívaný McDoughnut (v překladu McKobliha), příběh má ale více dějových linií a několik postav vystupujících do popředí.

## Obsazení
- Tamzin Outhwaite - seržant Jo McDonagh
- Douglas Hodge - praporčík Kenneth "Kenny" Burns
- James Thornton - rotný Philip "Hippy" Roper
- Gordon Kennedy - rotný Bruce Hornsby
- Blake Ritson - poručík Giles Vicary
- Raquel Cassidy - rotný Neve Kirland (2003)
- Poppy Miller - rotný Harriet Frost (2004)
- Maggie Lloyd-Williams - Angie Ogden
- Peter Guinness - kapitán Gavin Howard
- William Beck - praporčík Steve Forney
- Joachim Raaf - detektiv Thomas Strauss

## Epizody
| Epizoda | Vysíláno          | Vysíláno v ČR     | Název epizody    | Český název epizody  |
| ------- | ----------------- | ----------------- | ---------------- | -------------------- |
| P       | 28. prosince 2001 | 27. července 2004 | Pilot            | Pilotní díl          |
| Série 1 |                   |                   |                  |                      |
| 1       | 7. ledna 2003     | 28. července 2004 | H-Hour           | Hodina H             |
| 2       | 14. ledna 2003    | 4. srpna 2004     | Crush            | Nával                |
| 3       | 21. ledna 2003    | 11. srpna 2004    | Espirit de Corps | Oživování mrtvých    |
| 4       | 28. ledna 2003    | 18. srpna 2004    | Cover Story      | Zástěrka             |
| 5       | 4. února 2003     | 25. srpna 2004    | Cold War         | Studená válka        |
| 6       | 11. února 2003    | 1. září 2004      | Payback          | Splátka              |
| Série 2 |                   |                   |                  |                      |
| 7       | 8. ledna 2004     | -                 | Betrayed         | Prozrazeni           |
| 8       | 15. ledna 2004    | -                 | True Love        | Pravá láska          |
| 9       | 22. ledna 2004    | -                 | Red Light        | Červená              |
| 10      | 29. ledna 2004    | -                 | Fighting Fit     | Bojová pohotovost    |
| 11      | 5. února 2004     | -                 | Friendly Fire    | Střelba do vlastních |
| 12      | 12. února 2004    | -                 | Long Time Dead   | Dlouho mrtvý         |

- Fiktivní pluky v Červených baretech
  - Bedford Light Infantry
  - Royal Cambria Fusiliers
  - Wessex Regiment
  - Derbyshire Regiment